# Florian Jozefzoon
Florian Jozefzoon (* 9. Februar 1991 in Saint Laurent du Maroni, Französisch-Guyana) ist ein surinamisch-niederländischer Fußballspieler, der aktuell beim Zweitligisten US Quevilly in Frankreich unter Vertrag steht. 

## Verein
Florian Jozefzoon spielte seit 2006 in der Jugend des niederländischen Topklubs Ajax Amsterdam, in dessen Profikader er im Sommer 2010 als 19-jähriger aufrückte. In der Saison 2010/11 kam er auf nur vier Einsätze, weshalb er in der Folgesaison an den Ligakonkurrenten NAC Breda ausgeliehen wurde. Zur Saison 2013/14 wechselte er von RKC Waalwijk, wo er sich erstmals als Stammspieler etablieren konnte, zur PSV nach Eindhoven. Hier konnte er sich nicht dauerhaft durchsetzen und wurde daher oft in der zweiten Mannschaft von PSV Eindhoven eingesetzt. Seine Debütsaison bei PSV sollte die erfolgreichste bei diesem Verein bleiben, in 16 Erstligaeinsätzen erzielte Jozefzoon zwei Tore.
Im Januar 2017 wechselte er zum englischen Zweitligisten FC Brentford, wo er direkt Stammspieler wurde. In der Saison 2017/18 absolvierte Jozefzoon 39 von 46 möglichen Spielen, erzielte sieben Tore und belegte am Ende mit seinem Verein den neunten Tabellenplatz. Nach dieser Saison wurde der in den Aufstiegs-Playoffs gescheiterte Ligakonkurrent Derby County auf ihn aufmerksam und verpflichtete ihn für eine Ablöse von umgerechnet 3,1 Millionen Euro. In seiner ersten Saison bei Derby County stand Jozefzoon ebenfalls regelmäßig auf dem Platz, während er in der Saison 2019/20 auf nur 14 Einsätze ohne Tor kam. Im Sommer 2020 verlieh ihn Derby County an für eine Spielzeit an Rotherham United. Anschließend wurde sein Vertrag nicht mehr verlängert und er wechselte weiter zum französischen Zweitligisten US Quevilly. Nach einer Saison, in der er nach Waalwijk zurückkehrte, unterschrieb er in der Türkei.

## Nationalmannschaft
Nachdem er bereits Jugendländerspiele für den niederländischen Verband bestritten hatte, gab Jozefzoon am 28. März 2021 sein Debüt für die surinamische A-Nationalmannschaft beim 6:0-Erfolg in der WM-Qualifikation gegen Aruba.

## Erfolge
- Niederländischer Meister: 2011, 2015, 2016